# Giallo club - Invito al poliziesco
Giallo club - Invito al poliziesco è il titolo di un programma televisivo italiano e della relativa serie di telefilm, in onda per tre stagioni fra il 1959 ed il 1961 sul Programma Nazionale. Gli episodi del 1960 vennero trasmessi in due serie distinte, nell'inverno ed in estate.
Il programma era condotto in studio dall'attore Paolo Ferrari, sostituito da Francesco Mulè nell'ultima serie.
Ha avuto una sorta di spin-off nella serie televisiva a quiz Giallo sera, andata in onda su Rai Uno fra il 1983 ed il 1984.

## Il tenente Sheridan
I film per la televisione su cui si basava la serie avevano come protagonista il tenente Sheridan, il secondo investigatore protagonista di telefilm prodotti dalla televisione italiana, interpretato da Ubaldo Lay (dopo il commissario Alzani della serie Aprite: polizia! di Daniele D'Anza, dell'anno precedente, interpretato da Renato De Carmine), successivamente protagonista nel 1963 e poi ancora nel 1967 di miniserie a sé stanti - Ritorna il tenente Sheridan e Sheridan, squadra omicidi - mandate in onda rispettivamente sul Programma Nazionale e sul Secondo Programma (l'attuale Rai 2).
Autori delle sceneggiature e dei testi del programma erano Mario Casacci, Alberto Ciambricco e Giuseppe Aldo Rossi. La regia era affidata a Stefano De Stefani e, nella terza serie, a Guglielmo Morandi. Le scenografie erano di Sergio Palmieri.

## Struttura
A metà tra il quiz e lo sceneggiato di genere "giallo" di ambientazione statunitense, il programma riusciva a tenere milioni di spettatori incollati davanti al teleschermo.
Affiancato dal fido sergente Howard (l'attore Carlo Alighiero, presente in tutte le puntate), l'attore Lay avvolto in un impermeabile bianco stretto in vita da una cinta, finì per perdere la propria identità reale per acquistarne una di pura immaginazione, quella appunto del Tenente "Ezzy" Sheridan: scambiato per un poliziotto vero, gli accadeva di venire avvicinato per strada, nei negozi, all'aeroporto e consultato per la soluzione di piccoli gialli di carattere privato.
Tre ospiti di un ipotetico club di giallisti erano invitati dal conduttore, Ferrari, a seguire un telefilm che veniva interrotto poco prima dell'identificazione del colpevole. A quel punto, gli ospiti erano chiamati a dare la loro opinione sulla soluzione del giallo che, quindi, riprendeva fino alla conclusione.
Dopo i primi episodi-pilota, trasmessi nell'autunno-inverno 1959-1960, la trasmissione era destinata a chiudere i battenti, ma fu ripresa in seguito alle proteste del pubblico. I produttori RAI dovettero commissionare in tutta fretta agli autori nuovi episodi da trasmettere a partire dal 17 luglio 1960.

## Cast
Accanto agli attori fissi impegnati nei ruoli-cardine dei telefilm (come ad esempio Sandro Moretti, che ricopriva il ruolo dell'agente Mills, anch'egli fido braccio destro di Sheridan), numerosi interpreti si sono nel tempo affiancati ad essi nelle diverse storie. Fra essi, in episodi delle prime serie, figurano anche gli attori caratteristi Michele Malaspina, Luisa Mattioli e Antonella Della Porta.

## Spin-off
La medesima formula è stata poi ripresa, sia pure in maniera modificata, nel 1976, da Pippo Baudo che l'ha inserita nel gioco a premi Chi?, nel contenitore domenicale di Rai 1 Domenica In (in quel caso, la soluzione del giallo veniva data la settimana successiva; protagonisti dei minifilm erano Nino Castelnuovo e Alberto Lupo).
Un ulteriore spin off del programma di Casacci e Ciambricco è stato poi nel 2005 Psyco, trasmesso da Retequattro, con Edoardo Raspelli in studio, come Paolo Ferrari, e Remo Girone, nei panni dell'alter ego del tenente Sheridan, l'ispettore Lanzi.

## Le serie televisive
- Tabella riassuntiva della programmazione di Giallo club [1][5]

| Anno | Serie | Episodi | Periodo                 | Titolo episodi | Note |
| ---- | ----- | ------- | ----------------------- | --- | --- |
| 1959 | 1     | 6       | 3 novembre - 8 dicembre | 1. Qualcuno al telefono 2. Morte per una spia 3. Sedici ore per non morire 4. Buio alle otto 5. Delitto a tempo di rock 6. La cortina di fosforo                  | - regia di Stefano De Stefani - trasmissione in diretta, con pubblico in sala - ascolto medio 9,6 milioni di spettatori - indice di gradimento 77 |
| 1960 | 2     | 6       | dal 13 gennaio          | 1. Rapina al grattacielo 2. Una gardenia per Helena Carrell 3. Vacanze col gangster 4. Sfida alla gang 5. Gioco d'azzardo 6. Un giorno prima                      | - regia di Stefano De Stefani - La trasmissione va in onda registrata - ascolto medio 10,2 milioni di spettatori - indice di gradimento 76        |
| 1960 | 3     | 4       | 17 luglio - 14 agosto   | 1. Ultimo avviso 2. Arsenico per due 3. La notte della verità 4. Un'impronta dall'aldilà                                                                          | - regia di Guglielmo Morandi |
| 1961 | 4     | 8       | 26 febbraio - 23 aprile | 1. La morte ha due volti 2. Omicidio Quiz 3. Partita a tre 4. Qualcuno ha tradito 5. Omicidio cieco 6. Tutti contro Clay 7. I conti non tornano 8. Il posto vuoto | - regia di Guglielmo Morandi - Francesco Mulè subentra a Paolo Ferrari - ascolto medio 11,7 milioni di spettatori - indice di gradimento 69       |